# Achamán

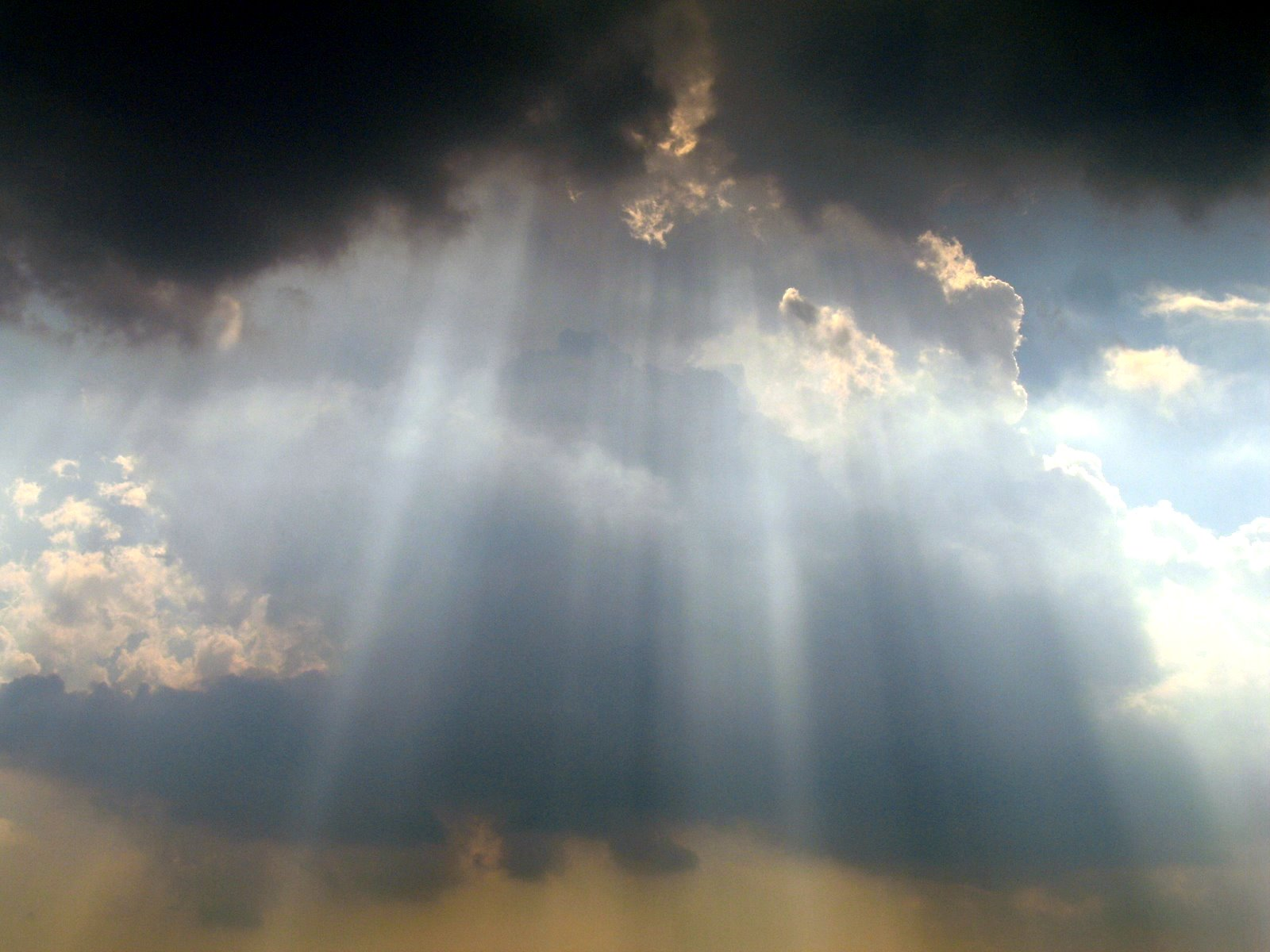
För guancherna var Achamán himlen.

Achamán var den högsta guden för ursprungsbefolkningen guancher på ön Teneriffa. Han skapade jorden och vatten, eld, luft och människor. Enligt legenden stängde Achamán inne djävulen Guayota i vulkanen Teide, eftersom Guayota kidnappade solguden Magec.